# La Riba

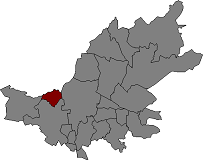
Położenie gminy na mapie comarki Alt Camp.

La Riba – gmina w Hiszpanii,  w Katalonii, w prowincji Tarragona, w comarce Alt Camp.
Powierzchnia gminy wynosi 7,99 km². Zgodnie z danymi INE, w 2005 roku liczba ludności wynosiła 679, a gęstość zaludnienia 84,98 osoby/km². Wysokość bezwzględna gminy równa jest 263 metrów. Współrzędne geograficzne gminy to 41°19'11"N, 1°10'44"E.

## Miejscowości
W skład gminy wchodzą dwie miejscowości, w tym miejscowość gminna o tej samej nazwie. Te miejscowości to:
- Les Hortasses – liczba ludności: 22
- La Riba – 657

## Demografia
- 1991 – 911
- 1996 – 820
- 2001 – 676
- 2004 – 676
- 2005 – 679